# Les Verrières
Les Verrières je obec v kantonu Neuchâtel na západě Švýcarska. Žije zde 668 obyvatel.

## Geografie

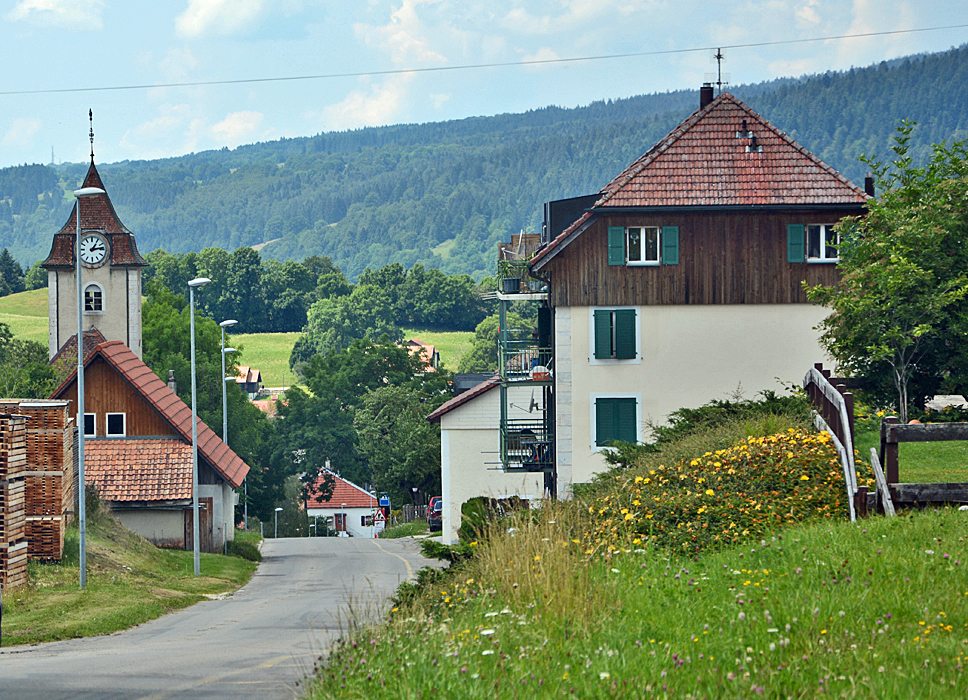
Vesnice Les Bayards

Les Verrières leží v nadmořské výšce 930 metrů, 36 km vzdušnou čarou západojihozápadně od hlavního města kantonu, Neuchâtelu. Vesnice u silnice se rozkládá u hlavní silnice č. 1O ve vysoko položeném údolí Vallon des Verrières, obklopeném výšinami západní části Neuchâtelského Jury, v blízkosti hranic s Francií.
Území obce o rozloze 28,7 km² zahrnuje centrální část údolí Vallon des Verrières, synklinálu, která je na západě odvodňována řekou Morte do Doubs, a tím i do Středozemního moře. Rozvodí povrchových vodních toků v Les Verrières se však neshoduje s rozvodím průsakových vod. Voda, která prosakuje do země, teče podél puklinových systémů na východě, patří do povodí Areuse a teče s ní směrem k Rýnu do Severního moře.
Na jih od širokého údolí se dno obce rozkládá nad srázem La Côtière až k antiklinále Mont des Verrières (1241 m n. m.). Na severu se území rozprostírá přes lesnaté výšiny Les Cornées a sníženinu Loge de la Grande Planée (na krajním jihozápadě údolí Vallée de la Brévine) k hřebenu Chez le Brandt (1230 m n. m.) a Les Divois (1290 m n. m., nejvyšší bod Les Verrières), který je součástí systému Montagne du Larmont. Severně od tohoto hřebene se nachází údolí řeky Ruisseau des Entreportes, jejíž vody se u Pontarlier vlévají do řeky Doubs. Severní hranice vede podél lesního revíru Les Passages (až 1164 m n. m.).
Na výšinách v okolí Les Verrières se nacházejí rozsáhlé jurské vysokohorské pastviny s typickými mohutnými smrky, které zde stojí buď samostatně, nebo ve skupinách. V roce 1997 tvořila zastavěná plocha 3 % rozlohy obce, lesy a háje 50 %, zemědělství 46 % a neproduktivní půda o něco méně než 1 %.
Les Verrières se skládá z centrální vesnice Grand Bourgeau, vesnic Belle-Perche a Le Crêt na východě a vesnic La Croix-Blanche a Meudon na západě. K Les Verrières patří také osady Mont des Verrières (1200 m n. m.) na stejnojmenné hoře jižně od údolí, Petits Cernets (1142 m n. m.) a Grands Cernets (1160 m n. m.) na jižním svahu řetězce Larmont a četné jednotlivé farmy roztroušené po výšinách Jury. Sousedními obcemi Les Verrières jsou Val-de-Travers a La Côte-aux-Fées v kantonu Neuchâtel a Verrières-de-Joux, Pontarlier a Les Alliés v sousední Francii.

## Historie

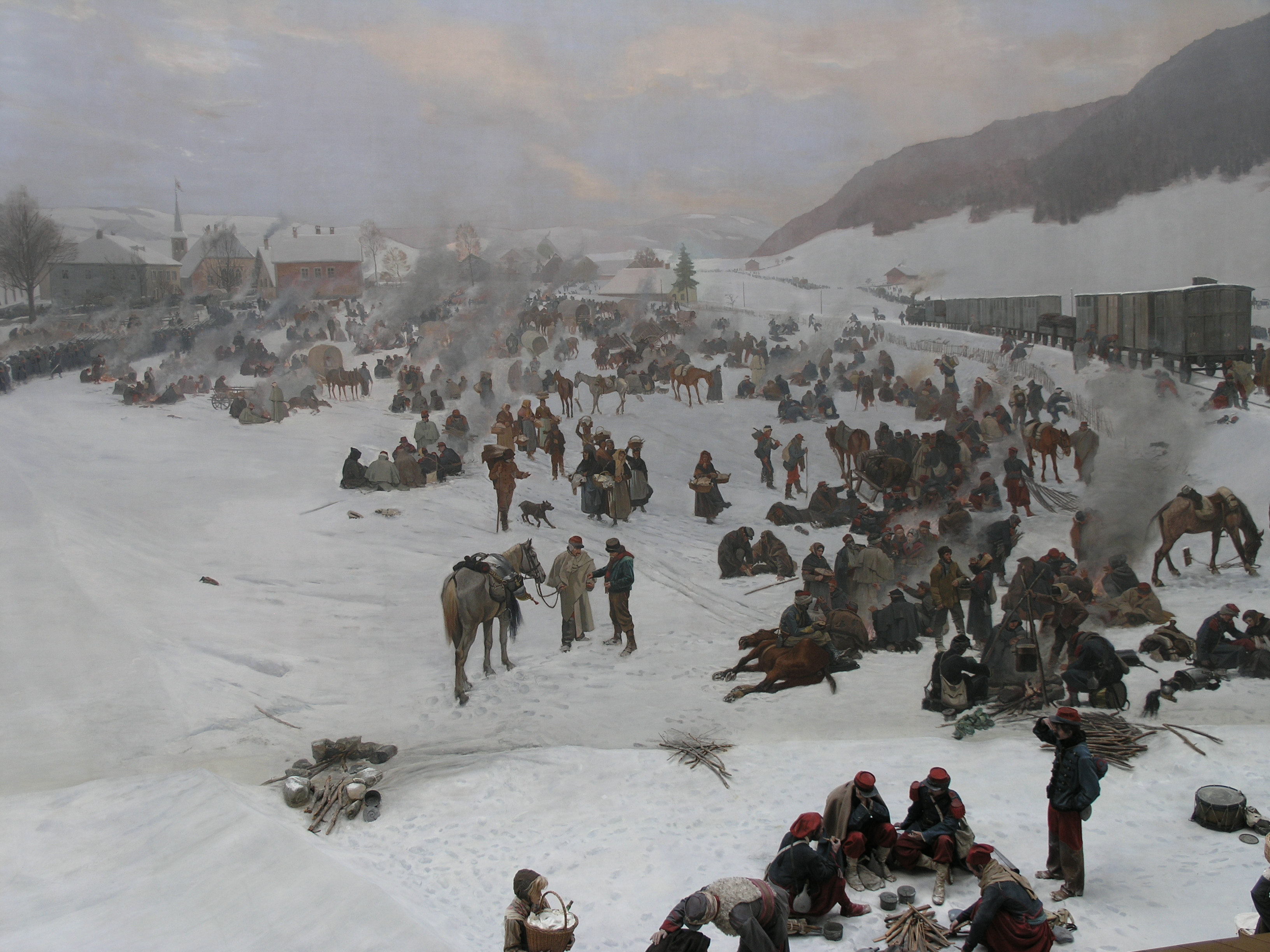
Bourbakiho panorama

První písemná zmínka o obci pochází z roku 1311 pod názvem Myezour. Poté se objevily názvy Mey Joulz (1337) a Mijoux a v roce 1344 villa de Verreriis, respektive Mi-Joux dit ès Verrières. Od konce 14. století až do roku 1848 patřilo Les Verrières k farnosti Val-de-Travers. Během této doby mělo nad oblastí svrchovanou moc hrabství Neuchâtel. Od roku 1648 byl Neuchâtel knížectvím a od roku 1707 byl personální unií připojen k Pruskému království. V roce 1806 bylo území postoupeno Napoleonovi a v roce 1815 v rámci Vídeňského kongresu dostalo do Švýcarské konfederace, přičemž pruští králové zůstali až do Neuchâtelské smlouvy z roku 1857 také knížaty Neuchâtelu.
Les Verrières tvořilo od 16. století celistvou obec, od níž se v roce 1826 odtrhlo La Côte-aux-Fées. V roce 1878 byla jednotná obec zrušena, Grand Bayard a Petit Bayard se osamostatnily a Meudon, Belle-Perche a Grand-Bourgeau se sloučily do současné obce Les Verrières.
V Les Verrières překročila 1. února 1871 po podpisu smlouvy z Les Verrières východní armáda, poražená v prusko-francouzské válce, hranice do Švýcarska, kde byla internována švýcarskými vojáky. Tato událost je zachycena na tzv. Bourbakiho panoramatu v Lucernu.

## Obyvatelstvo
V obci žije k 31. prosinci 2021 639 obyvatel. Z celkového počtu obyvatel je 89,9 % francouzsky mluvících, 4,4 % německy mluvících a 1,0 % hovoří anglicky (stav k roku 2000).

## Hospodářství
Po dlouhou dobu bylo Les Verrières vesnicí, která se vyznačovala především zemědělským charakterem. Koncem 18. a začátkem 19. století se obec začala industrializovat zavedením krajkářství a hodinářství. Až do jejího zákazu v roce 1908 v důsledku celostátního referenda byla významná také výroba absintu. Od středověku byla pro obec důležitým hospodářským faktorem tranzitní doprava. Přeshraniční doprava hraje důležitou roli i dnes; průmyslová činnost prudce poklesla v důsledku krize hodinářského průmyslu v 70. letech 20. století. V zemědělství převládá chov skotu a mlékárenství a díky rozsáhlým lesním plochám také lesnictví.

## Doprava

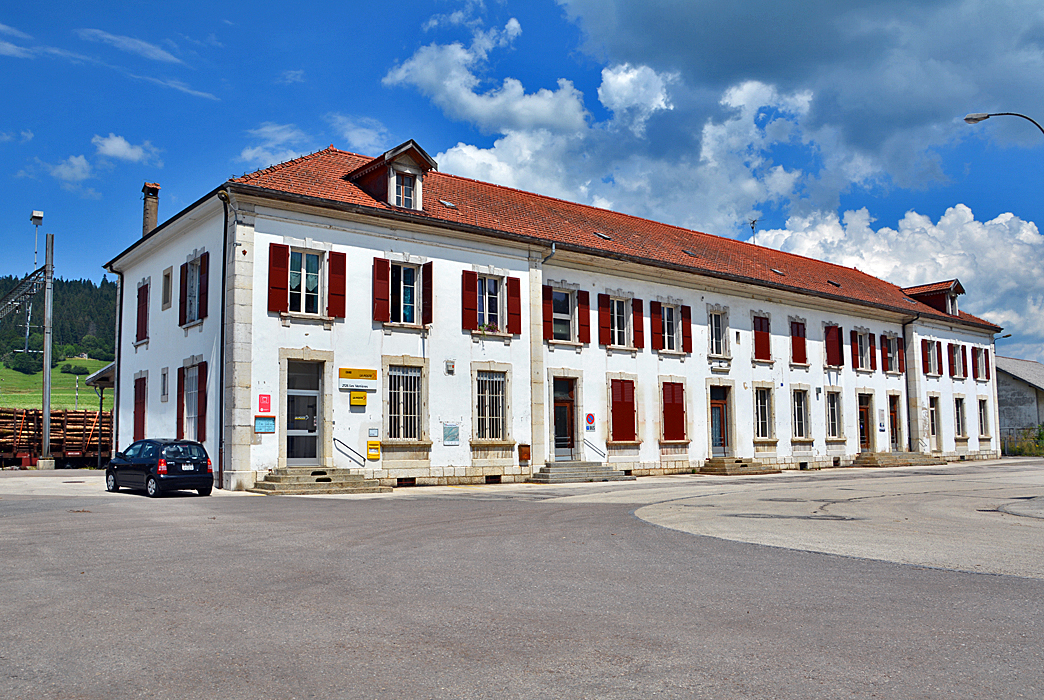
Železniční stanice

Obec má dobré dopravní spojení a je důležitým hraničním přechodem na hlavní silnici z Neuchâtelu do francouzského Pontarlieru. Dne 25. července 1860 byla slavnostně otevřena železniční trať z Auvernier do Pontarlier se stanicí v Les Verrières (železniční trať Neuchâtel–Pontarlier). Na této trati nejezdí regionální vlaky a slouží pouze dálkové osobní i nákladní mezinárodní dopravě. Les Verrières je napojeno na síť veřejné dopravy autobusovou linkou 590 TransN, která vede z Fleurier do Les Verrières a částečně dále do Pontarlier.
Les Verrières je začátkem hlavní silnice 10, která vede přes Neuchâtel, Kerzers, Bern, Emmental a Entlebuch do Lucernu.